# Les Fournisseurs de rêves
Les Fournisseurs de rêves (titre original : Dreaming Is A Private Thing) est une nouvelle d'Isaac Asimov publiée pour la première fois en décembre 1955.

## Publications
La nouvelle est parue aux États-Unis en décembre 1955 dans The Magazine of Fantasy and Science Fiction.
Elle paraît en France aux éditions OPTA dans la revue Fiction no 37 de décembre 1956, puis dans le Fiction Spécial no 23 (no 250 bis de Fiction) intitulé Futurs d'antan en date d'octobre 1974. Elle fait ensuite partie du recueil Le Livre d'or de la science-fiction : Isaac Asimov.

## Résumé
Quelques heures de la vie de Jesse Weill, fondateur et dirigeant des Productions Rêve. En fil conducteur, Weill explique en profondeur les ressorts de son industrie si spéciale.
Weill commence par auditionner le jeune Tommy Slutsky, un futur créateur de rêves potentiel, trouvé par son prospecteur Joe Dooley, et signe avec ses parents un accord d'exclusivité si Tommy s'avère plus tard être un véritable artiste.
Puis il reçoit John Byrne, du Gouvernement, qui lui révèle l'existence de « rapsorêves » pornographiques ; Weill s'y attendait, mais n'en est pas moins révolté, tant par le sujet que par la pauvreté de la réalisation. Tout en assurant Byrne de son soutien aux éventuelles mesures à venir, il craint une censure – car tout rêve contient une part de subconscient.
Entre ensuite Frank Bellanger qui lui annonce que, d'une part, l'un de leurs meilleurs rêveurs est en baisse de créativité; d'autre part, que leur concurrent la « Pensée Radieuse » ouvre des salles de rêve collectif à bas prix et de basse qualité. Weill refuse la surenchère, il restera sur le créneau des rêves de qualité.
Enfin, arrive Hillarey, le meilleur des rêveurs, qui annonce que son métier lui empoisonne la vie et qu'il doit donc, à son grand regret, démissionner. Devant Bellanger affolé, Weill dit le comprendre et déchire le contrat de Hillarey. Cependant, une fois celui-ci sorti, il rassure Bellanger : le vrai contrat existe encore, et Hillarey reviendra, car un véritable rêveur ne peut s'empêcher de créer.